# Pompa próżniowa

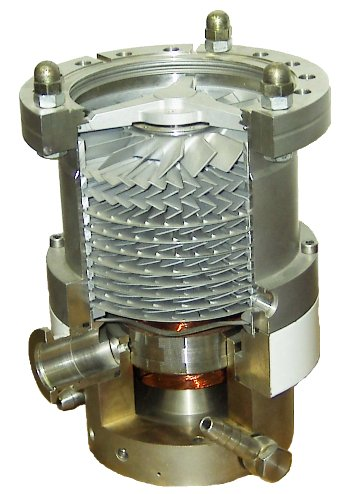
Przekrój przez pompę turbomolekularną.

Pompa próżniowa, ekshaustor, ssawa – urządzenie stosowane w technice służące do usuwania gazów (wytworzenia podciśnienia) w zamkniętej przestrzeni. Pompy dzieli się ze względu na sposób działania na: objętościowe, strumieniowe, jonowo-sorpcyjne, jonowo magnetyczne, molekularne, kondensacyjne, adsorpcyjne i jonowe.
Najważniejszymi parametrami pomp próżniowych są:
- ciśnienie końcowe (najmniejsze ciśnienie jakie można uzyskać taką pompą),
- szybkość pompowania oraz zależność tej szybkości od ciśnienia,
- wydajność (mierzona zwykle w m3 wypompowywanego gazu w jednostce czasu).

Ważnym wyróżnikiem pompy jest maksymalne ciśnienie jakie może panować na wylocie pompy. Ze względu na to ciśnienie pompy można podzielić na:
- pracujące przy ciśnieniu atmosferycznym,
- pompy wymagające uzyskania próżni wstępnej.

## Klasyfikacja pomp próżniowych
Klasyfikacja pomp próżniowych ze względu na metodę ich działania.
1. Pompy obrotowe (rotacyjne)
  - Pompy molekularne
    - Pompy turbomolekularne (zwane skrótowo pompami turbo)

  - Pompy wyporowe
    - Pompy suwakowe
      - Pompy tłokowe
      - Pompy membranowe

    - Pompy z obrotowym tłokiem
      - Pompy z trochoidowym tłokiem
      - Pompa rotacyjno-tłokowa
      - Pompy z pierścieniem cieczowym (głównie wodnym)
      - Pompy z tłokiem toczącym (Roota)
2. Pompy z medium porywającym
  - Pompy strumieniowe
    - Pompy strumieniowe cieczowe
      - Pompy strumieniowe wodne

    - Pompy strumieniowe parowe
      - Pompy strumieniowe parowe wodne
      - Pompy strumieniowe parowe rtęciowe
      - Pompy strumieniowe parowe olejowe (booster)

  - Pompy dyfuzyjne
    - nie frakcjonujące
      - Pompy dyfuzyjne rtęciowe
      - Pompy dyfuzyjne olejowe

    - frakcjonujące i półfrakcjonujące
      - Pompy dyfuzyjne olejowe
3. Pompy kondensacyjne
  - kondensujące w fazę płynną
    - Skraplacz (kondenser)

  - kondensujące w fazę stałą
    - Kriopompa
4. Pompy pułapkowe
  - ze stale regenerowalną powierzchnią łapiącą
    - Pompy jonowe
    - Pompy sublimacyjne
      - Pompy sublimacyjne tytanowe (TSP)
        - Pompy sublimacyjno-pułapkowe

  - ze środkiem absorbującym (np. regenerowalnym termicznie NEG)
    - Pompy absorpcyjne
      - Pompy zeolitowe